# Rosslyn-Kapelle

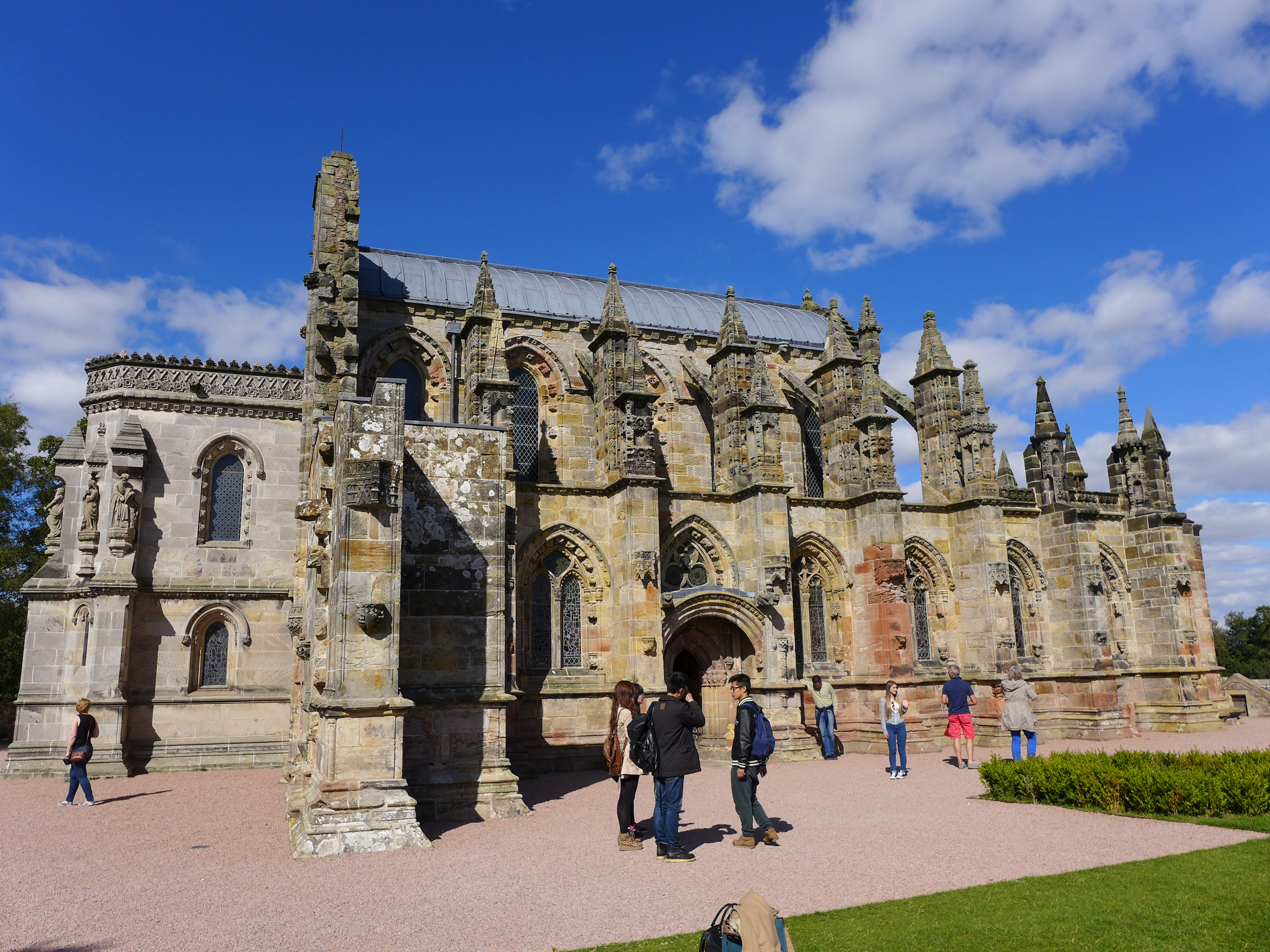
Die Rosslyn-Kapelle

Die Rosslyn-Kapelle (Rosslyn Chapel), ursprünglich Collegiate Chapel of St. Matthew genannt, ist eine gotische Kirche aus dem 15. Jahrhundert in dem Dorf Roslin, Midlothian bei Edinburgh in Schottland.

## Geschichte

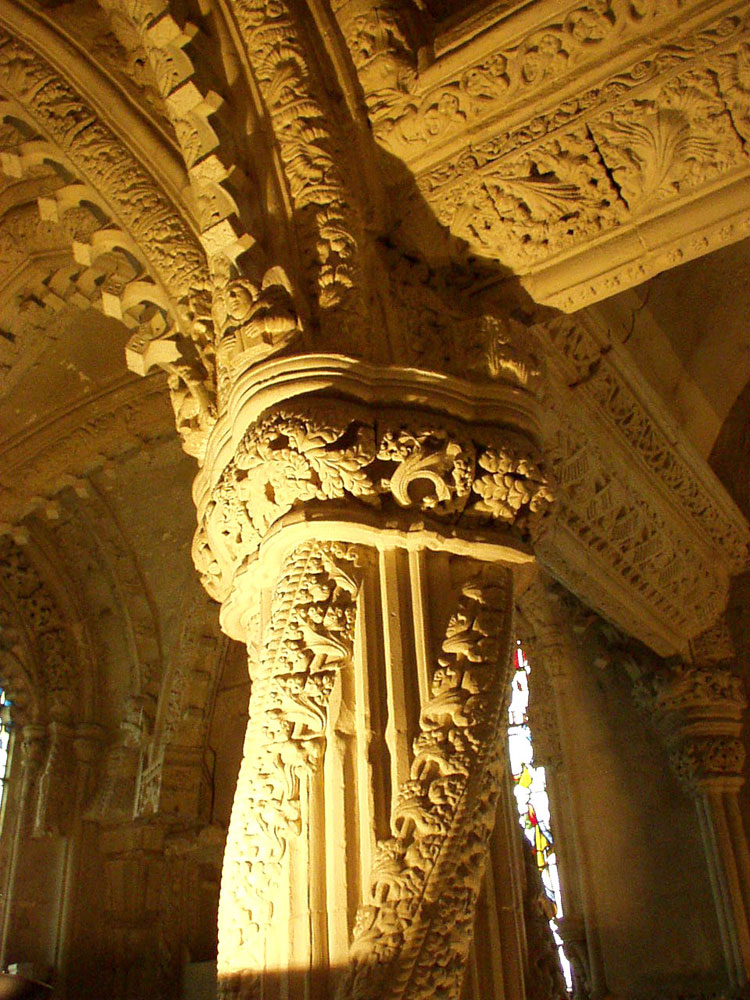
Apprentice Pillar (Lehrlingssäule)

Entworfen wurde die Kirche von William Sinclair, 3. Earl of Orkney (* 1410; † 1484), Mitglied des Sinclair Clans. Zur Herkunft des Clans wird vermutet, dass seine ersten Mitglieder ursprünglich aus der Normandie in Frankreich stammen. Belege dafür fanden sich jedoch nicht. Die Bauarbeiten begannen erst 1456, nicht wie häufig angenommen 1446. Der Bau dauerte 40 Jahre. Unterbrochen wurde er 1484 nach dem Tod von Sinclair, der in der Kirche begraben wurde. Rosslyn Chapel wurde als Stiftskirche des heiligen Evangelisten Matthäus kreuzförmig geplant. Die Mauern wurden aus lokalem Sandstein errichtet. In den Gewölben unterhalb der Kirche (Krypta) ruhen die Ritter der Familie Sinclair.
Wiliam war der Name des ersten sowie des letzten Ritters, der hier auf diese Art beigesetzt wurde. 1484 wurde Wiliam der Stifter in der Kapelle begraben. Nachforschungen ergaben, dass Wiliam der Stifter auch einige Ahnen in die Kapelle überführen ließ. So erinnert ein Stein auf dem Denkmal in der Nordwestecke der Kapelle an Sir Wiliam Sinclair von 1297, einem Grand Prior der Tempelritter. Henry Sinclair, Earl of Orkney, der 1345 im Robin Hood Turm von Roslin Castle geboren wurde, liegt ebenfalls in Rosslyn Chapel.
1650 wurde ein Namensvetter des Stifters, ein Wiliam Sinclair, der in der Schlacht von Dunbar am 3. September 1650 gefallen war, ebenfalls in der Kapelle beigesetzt.
Die Familie Sinclair blieb während der Reformation dem katholischen Glauben treu. Sie mussten deshalb ihre Gottesdienste aus der Rosslyn Chapel in die eigene Schlosskapelle verlegen. Um 1650 diente Rosslyn Chapel als Quartier für Oliver Cromwells Soldaten und Pferde. Der Kommandeur der Truppen General Monck richtete in der Kapelle allerdings keine dauerhafte Kaserne ein.
1847 besuchte Königin Victoria Rosslyn Chapel und regte die Sanierung der Kapelle an. 1860 beauftragte der Großmeister der schottischen Logen, James St Clair-Erskine, 3rd Earl of Rosslyn, den Architekten und Freimaurer David Bryce mit der umfangreichen Restaurierung der Kapelle.

## Lehrlings- und die Meistersäule
In Rosslyn Chapel befinden sich die Lehrlings- und die Meistersäule, die mit den Säulen Jachin und Boas und mit den Freimaurern in Verbindung gebracht werden, ebenso die Darstellung einer Initiation in Stein. Daneben gibt es zu den Säulen eine lokale Legende, die der Hiramslegende der Freimaurer ähnelt:
Nach der Fertigstellung von mehreren Säulen bat der Steinmetzmeister William den Stifter, eine weitere Säule in der Südostecke zu errichten. Für diese Säule wollte er sich Kenntnisse und Inspiration durch eine Reise nach Rom verschaffen. William gestattete ihm die Reise nach Rom. Während seiner Abwesenheit soll der Lehrling des Steinmetzmeisters in einem Traum die Säule als fertiges Gebilde gesehen haben. Als er erwachte, bat er William die Säule entsprechend errichten zu dürfen. William stimmte zu, da er dadurch Zeit am Bau sparen konnte. Als der Steinmetzmeister aus Rom zurückkehrte, war er über die Pracht der Lehrlingssäule so eifersüchtig, dass er den Lehrling mit einem Hieb auf dem Kopf tötete. Der Steinmetzmeister wurde daraufhin zum Tode verurteilt. Nach dieser Bluttat wurde die Kapelle neu eingeweiht.
Die Lehrlingssäule stellt den Baum des Lebens dar. Die Basis der Säule ist von acht geflügelten Drachen oder Schlangen umzingelt, aus deren Rachen Reben wachsen, die sich ohne Früchte um die Säule ranken. Die Legende sagt, dass diese Früchte das Böse darstellen. Der Baum selbst kann jedoch in seiner reinen Form wachsen, da die Geschöpfe von unten das Böse heraussaugen.
Der mit dem Erbauer der Kapelle verwandte und namensgleiche William St. Clair of Roslin wurde 1736 der erste Großmeister der Großloge von Schottland und gab dabei seine Erbrechte zugunsten von gewählten Posten ab.

## Chladnische Klangfiguren

Chladnische Klangfiguren

Teil der reichen Steinmetzarbeiten im Inneren der Kapelle ist die plastische Ausgestaltung der Kreuzrippen und Gurtbögen der Gewölbe an der Ostseite. Diese sind mit kubisch geformten Abhänglingen geschmückt, deren Oberflächen geometrisch gezeichnet sind. In dem 2006 veröffentlichten Buch „Rosslyn Chapel – The Music of the Cubes“ der beiden Autoren Stuart und Tommy Mitchell wurde versucht, diese geometrischen Zeichnungen als Notation eines Musikstückes in Chladnischen Klangfiguren zu deuten. In der allgemeinen Aufmerksamkeitswelle nach der Veröffentlichung und späteren Verfilmung von Dan Browns Roman „Sakrileg“ (engl. Originaltitel: „The Da-Vinci-Code“) erhielt diese Deutung viel Zuspruch. Das aufgrund der Theorie erstellte Musikstück („Rosslyn-Motet“) wurde mehrfach und unter sehr großem Publikumsandrang in der Kapelle aufgeführt. Wesentlicher Schwachpunkt der These ist, dass die als chladnische Klangfiguren angesprochenen geometrischen Zeichnungen sich nicht wie behauptet bestimmten Tönen bzw. deren Frequenzen zuordnen lassen oder diese abbilden. Durch baugeschichtliche Befunde und bildliche Darstellungen aus dem 19. Jh. ist außerdem nachweisbar, dass von den heute vorhandenen 213 Abhänglingen ein Großteil während der im 19. Jh. erfolgten Restaurierung ausgetauscht bzw. neugeschaffen wurden, also nicht aus der Errichtungsperiode stammen und nicht als Deutungsgrundlage für die Wiederherstellung einer Komposition aus dem ausgehenden Mittelalter dienen können. (So sind z. B. auf zwei vor 1837 entstandenen Zeichnungen von Robert Gibbs 47 fehlende Abhänglinge zählbar.) Die oben erwähnte Veröffentlichung bleibt eine im Detail nachvollziehbare Darstellung der Entwicklung der These schuldig.

## Spekulationen über die Krypta

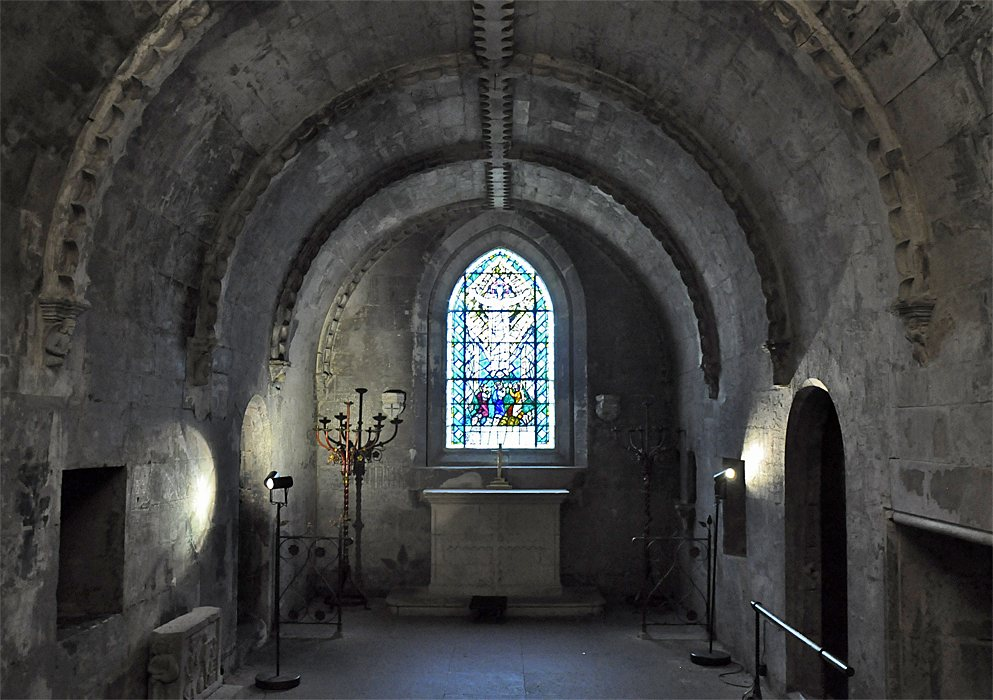
Die Krypta

Unterhalb der Kirche befindet sich eine Krypta. Die Krypta war über eine Treppe im hinteren Bereich der Kirche zugänglich. Der Zugang wurde versiegelt. Dies führte zu Spekulationen darüber, was sich in der Krypta neben den Gräbern der Ritter der Familie Sinclair befindet. Die Spekulationen reichen von der Behauptung, der mumifizierte Kopf Jesu Christi sei dort aufbewahrt, in der Krypta sei der legendäre Schatz der Tempelritter versteckt, bis hin zu der Behauptung, die Krypta verberge die schottischen Kronjuwelen.
Die Journalisten Michael Baigent und Richard Leigh und ihnen nachfolgend der Romanautor Dan Brown (Sakrileg, 2003) vertreten in ihrem Buch Der Tempel und die Loge die Spekulation, dass einige Tempelritter im Jahr 1307 der Verhaftung in Frankreich durch eine Flucht nach Schottland entkommen seien, und wollen die Freimaurer als Nachfolger der Templer sehen. Johannes und Peter Fiebag vermuten in ihrem Buch Die Ewigkeits-Maschine, dass die Ordensarchive der Templer in Rosslyn untergebracht seien. Der Publizist Christopher Knight und der Naturwissenschaftler Robert Lomas gehen noch einen Schritt weiter: In ihrem Buch Unter den Tempeln Jerusalems vertreten sie die Auffassung, sowohl die Bundeslade als auch diverse frühchristliche Texte (Schriftrollen) seien in Rosslyn versteckt worden.

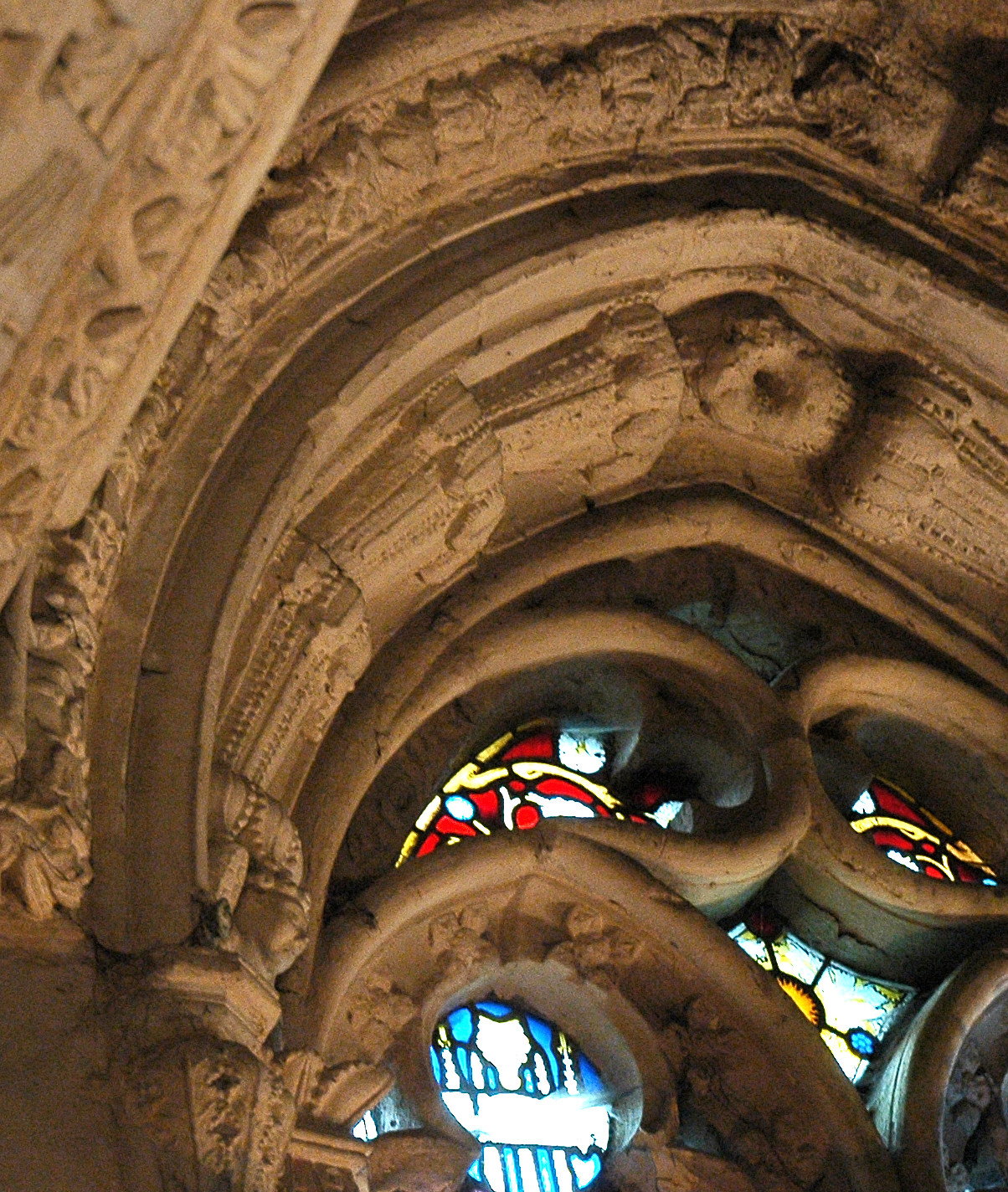
Vermeintlich frühzeitliche Darstellungen von Maispflanzen aus Nordamerika. Am Bogen des zweiten Fenster am Ostende des südlichen Kirchenschiffes.

Legenden besagen, dass Henry Sinclair, Earl of Orkney, vor Christoph Kolumbus um 1398 nach Nordamerika segelte. Die Autoren Robert Lomas und Christopher Knight glauben, dass einige der Verzierungen an der Decke Mais-Pflanzen seien, die Henry Sinclair auf seiner Reise nach Nordamerika entdeckt habe. Falls diese Abbildungen aus der Zeit ihrer Erbauung stammen, wäre dies ein Hinweis auf die Kenntnis der Pflanzenwelt Mittel- oder Südamerikas vor der Wiederentdeckung dieser Länder im Jahr 1492 durch Christoph Kolumbus.
Einige Wissenschaftler interpretieren diese Verzierungen allerdings als stilisierte Darstellungen von Weizen, Erdbeeren oder Lilien.